# 藤間文彦
藤間 文彦（ふじま ふみひこ、1951年6月10日 - ）は日本の元俳優、株式会社おもだか社長。本名同じ。
父親は日本舞踊藤間流の藤間勘十郎。母親は日本舞踊家で女優の藤間紫。娘は、NHK連続テレビ小説『ひよっこ』でデビューした女優の藤間爽子（3代目藤間紫）。
東京都出身。聖ミカエル学院高等学校卒業。1970年のデビュー時には立正大学国文科1年生であった。

## 人物
1969年、劇団浪曼劇場の研究生となり、テレビドラマ『おんなの劇場』の一編「堀川波の鼓」で、岸恵子演じる主人公の弟・文六役でデビュー。
1970年、ポーラ名作劇場『花嫁の父』に母親の藤間紫と共演。当時のプロフィールでは「七光りを利用します。次回作から一本立ちして、まだ母子共演したいです」と述べている。同年のテレビドラマ『だまって坐れ』に、工務店の息子役でレギュラー出演。
1971年には、高校野球を題材にしたドラマ『ガッツジュン』の主役・沢村純を演じる。野球は未経験であったため、本作の出演決定に際して野球の特訓を受けており、当時の番組紹介記事では「かなりしごかれましたが、主役としての責任感を感じます」と述べている。
本作終了後は、NHK銀河テレビ小説 『それでも私は行く』で主役を演じるなどテレビドラマを中心に活動したが、俳優の第一線から退いて、母の夫となった3代市川猿之助の事務所・おもだかの社長となった。

## 出演作品

### テレビドラマ
- おんなの劇場 / 堀川波の鼓（1969年、CX） - 文六
- ポーラ名作劇場 / 花嫁の父（1970年、NET）
- 時間ですよ 第28回、第29回（1970年、TBS） - 小林利夫
- だまって坐れ（1970年 - 1971年、ABC） - 平山次郎
- おにぎり母さん（1971年、CX） - 健司
- ガッツジュン（1971年、TBS） - 主演・沢村純
- 新・平家物語（1972年、NHK） - 平維盛
- 銀河テレビ小説 / それでも私は行く（1972年、NHK） - 主演・梶鶴雄[7]
- 泣くな青春 第8話「若い命の詩」（1972年、CX） - 並木正人
- ポーラ名作劇場（NET）
  - 出雲の阿国（1973年）
  - 竜馬が愛した女（1974年） - 望月亀弥太
- 剣客商売 第3話「剣の誓い」 第5話「妖怪小雨坊」（1973年、CX） - 伊藤三弥
- 遠山の金さん捕物帳 第155話「我が子を追いつめる男」（1973年、NET） - 清吉
- 銭形平次（CX） ※大川橋蔵版
  - 第392話「泥に咲いたまごころ」（1973年） - とんびの正太
  - 第447話「からくり仇討」（1974年） - 宗太
  - 第504話「闇に立つ虚無僧」（1976年） - 庄吉
  - 第550話「かんざし変化」（1976年） - 巳之助
  - 第718話「母子笛」（1978年） - 沢村源次郎
- テレビスター劇場 / ふしぎな御縁で（1974年、NET）
- 隠密剣士 突っ走れ! 第9話「竜巻を斬る信太郎」（1974年、TBS） - 良太
- たけくらべ（1974年、NET） - 信如
- 高校教師 第10話「優等生がなぜ家出」（1974年、12ch） - 菊地哲也
- 水戸黄門 (TBS)
  - 第5部 第24話「二人の御老公 -佐賀-」（1974年） - 相良吉弥
  - 第7部 第33話「十七年目の泣き笑い -伊勢崎-」（1977年） - 松島半弥
  - 第8部 第6話「自慢高慢馬鹿のうち -駿府-」（1977年） - 清吉
  - 第13部 第17話「出雲の和紙の縁結び -大社-」（1983年） - 清次
- 大江戸捜査網 第197話「流血の侍志願」（1975年、12ch）
- お耳役秘帳 第26話「さらばお耳役」（1976年、KTV） - 金魚売り
- 必殺仕業人 第4話「あんたこの親子をどう思う」（1976年、ABC） - 丈太郎
- 大岡越前 第5部（1978年、TBS）- 工藤新吾
- 柳生一族の陰謀 第24話「赤い薔薇には手を出すな」（1979年、KTV）- 小次郎
- 日本名作怪談劇場 第5話「怪談 佐賀の怪猫」（1979年、12ch） - 小森半左ヱ門
- 雪姫隠密道中記 第5話「地獄で聞いた鈴音-下関-」（1980年、TBS） - 清太郎

### 映画
- 日本任侠道 激突篇（1975年、東映） - 山田巳代吉
- 怪異談 生きてゐる小平次（1982年、ATG） - 小幡小平次

## 音楽
- ガッツジュン (1971年) - 『ガッツジュン』主題歌
- ひとりぼっちのマウンド (1971年) - 『ガッツジュン』挿入歌